# Лишайники Червоної книги України
Список лишайників, занесених до Червоної книги України.

## Статистика
До списку входить 52 видів лишайників, з природоохоронним статусом:
- Вразливих — 26;
- Рідкісних — 21;
- Недостатньо відомих — 0;
- Неоцінених — 0;
- Зникаючих — 5;
- Зниклих у природі — 0;
- Зниклих — 0.

## Список видів
| № п/п | Українська назва                                                                         | Біноміальна назва виду                                                      | Природоохоронний статус |
| ----- | ---------------------------------------------------------------------------------------- | --------------------------------------------------------------------------- | ----------------------- |
| 1     | Агрестія щетиниста, аспіцилія щетиниста                                                  | Agrestia hispida (Mereschk.) Hale & W.L. Culb.                              | Вразливий               |
| 2     | Алекторія паросткова, алекторія лозовидна                                                | Alectoria sarmentosa (Ach.) Ach.                                            | Вразливий               |
| 3     | Аллоцетрарія Океза (Оукса), тукерманопсис Океза, цетрарія Океза                          | Allocetraria oakesiana (Tuck.) Randlane & Thell                             | Рідкісний               |
| 4     | Аспіцилія блукаюча                                                                       | Aspicilia vagans Oxner                                                      | Вразливий               |
| 5     | Аспіцилія кущиста                                                                        | Aspicilia fruticulosa (Eversm.) Flag                                        | Вразливий               |
| 6     | Белонія геркулінська                                                                     | Belonia herculina (Rehm ex Lojka) Hazsl                                     | Вразливий               |
| 7     | Гіалекта стовбурова                                                                      | Gyalecta truncigena (Ach.) Hepp                                             | Рідкісний               |
| 8     | Дактиліна мадрепорова                                                                    | Dactylina madreporiformis (Ach.) Tuck.                                      | Рідкісний               |
| 9     | Доліхоуснея найдовша, уснея найдовша                                                     | Dolichousnea longissima (Ach.) Articus                                      | Вразливий               |
| 10    | Кладонія зірчаста, кладонія альпійська                                                   | Cladonia stellaris (Opiz.) Brodo                                            | Рідкісний               |
| 11    | Ксантопармелія грубозморшкувата, неофусцелія грубозморшкувата, пармелія грубозморшкувата | Xanthoparmelia ryssolea (Ach.) O. Blanco et al.                             | Вразливий               |
| 12    | Ксантопармелія загорнута, ксантопармелія камчадальська, пармелія блукаюча                | Xanthoparmelia convoluta (Krempelh.) Hale                                   | Вразливий               |
| 13    | Ласалія пухирчаста                                                                       | Lasallia pustulata (L.) Merat                                               | Рідкісний               |
| 14    | Ласалія російська                                                                        | Lasallia rossica (Wallroth) J.Groves                                        | Рідкісний               |
| 15    | Леканора Реутера                                                                         | Lecanora reuteri (Trevis.) Scharer                                          | Рідкісний               |
| 16    | Лептогій Шредера                                                                         | Leptogium schraderi (Ach.) Nyl.                                             | Вразливий               |
| 17    | Лептогіум насічений                                                                      | Leptogium saturninum (Dicks.) Nyl.                                          | Вразливий               |
| 18    | Лептогіум черепицеподібний                                                               | Leptogium imbricatum P. Jorg.                                               | Вразливий               |
| 19    | Летаріела переплутана                                                                    | Lethariella intricata (Moris) Krog                                          | Зникаючий               |
| 20    | Леукокарпія біаторова                                                                    | Leucocarpia biatorella (Arnold) Vezda                                       | Зникаючий               |
| 21    | Ліхеномфалія Гудсонова, омфаліна Гудсонова, ботридина зелена, корисціум зелений          | Lichenomphalia hudsoniana (H.S. Jenn.) Redhead, Lutzoni, Moncalvo & Vilgaly | Рідкісний               |
| 22    | Лобарія легеневоподібна                                                                  | Lobaria pulmonaria (L.) Hoffm.                                              | Вразливий               |
| 23    | Лобарія широка                                                                           | Lobaria amplissima (Scop.) Forss                                            | Вразливий               |
| 24    | Меланохалеа елегантна, меланелія елегантна, меланелія незабарвлена, пармелія елегантна   | Melanohalea elegantula (Zahlbr.) O. Blanco et al.                           | Рідкісний               |
| 25    | Нефрома загорнута                                                                        | Nephroma resupinatum (L.) Ach.                                              | Вразливий               |
| 26    | Нефрома рівна                                                                            | Nephroma parile Ach.                                                        | Вразливий               |
| 27    | Паннарія шерстиста                                                                       | Pannaria conoplea ((Ach.) Bory                                              | Вразливий               |
| 28    | Пармелієла щетинистолиста                                                                | Parmeliella triptophylla (Ach.) Müll. Arg.                                  | Рідкісний               |
| 29    | Пармотрема перлинова, пармотрема китайська, пармелія перлинова                           | Parmotrema perlata (Huds.) M. Choisy                                        | Рідкісний               |
| 30    | Рамаліна канарська                                                                       | Ramalina canariensis Steiner                                                | Рідкісний               |
| 31    | Рамаліна понтійська                                                                      | Ramalina pontica Vězda                                                      | Зникаючий               |
| 32    | Рамаліна рвана                                                                           | Ramalina lacera (With.) J.R. Laundon                                        | Рідкісний               |
| 33    | Ризоплака темноглазкова                                                                  | Rhizoplaca melanophtalma (Ramond) Leuckert & Poelt                          | Рідкісний               |
| 34    | Рочела водоростеподібна                                                                  | Roccella phycopsis (Ach.)                                                   | Рідкісний               |
| 35    | Русавскія долоненосна                                                                    | Rusavskia digitata (S. Kondr.) S. Kondr. & Kärnef.                          | Зникаючий               |
| 36    | Сейрофора загадкова, ксантоанаптіхія загадкова                                           | Seirophora contortuplicata (Ach.) Froden                                    | Рідкісний               |
| 37    | Сейрофора ямчаста, ксантоанаптіхія ямчаста, телосхістес ямчастий                         | Seirophora lacunosa (Rupr.) Froden                                          | Вразливий               |
| 38    | Сквамарина небезпечна                                                                    | Squamarina periculosa (Schaerer) Poelt                                      | Вразливий               |
| 39    | Сквамарина сочевиценосна                                                                 | Squamarina lentigera (G. H. Weber) Poelt                                    | Вразливий               |
| 40    | Сквамарина щетиниста                                                                     | Squamarina cartilaginea (With.) P. James in D. Hawksw. et al.               | Рідкісний               |
| 41    | Солоріна двоспорова                                                                      | Solorina bispora Nyl.                                                       | Вразливий               |
| 42    | Солоріна мішкувата                                                                       | Solorina saccata (L.) Ach.                                                  | Вразливий               |
| 43    | Стікта закопчена                                                                         | Sticta fuliginosa (Dicks.) Ach                                              | Вразливий               |
| 44    | Стікта лісова                                                                            | Sticta sylvatica (Huds.) Ach.                                               | Вразливий               |
| 45    | Тамнолія щетиниста                                                                       | Thamnolia vermicularis (Sw.) Schaer.                                        | Вразливий               |
| 46    | Тукнерарія Лаурера, тукерманопсис Лаурера, цетрарія Лаурера                              | Tuckneraria laureri (Krempelh.) Randlane & Thell                            | Рідкісний               |
| 47    | Умбілікарія багатолистоподібна                                                           | Umbilicaria subpolyphylla Oxn.                                              | Рідкісний               |
| 48    | Уснея квітуча                                                                            | Usnea florida (L.) Web. in Wigg.                                            | Вразливий               |
| 49    | Фульгензія пустельна                                                                     | Fulgensia desertorum (Tomin) Poelt                                          | Зникаючий               |
| 50    | Цетрарія степова, целокаулон степовий, корнікулярія степова                              | Cetraria steppae (Savicz) Kärnef.                                           | Вразливий               |